# 筷子基社屋
筷子基社屋（葡萄牙語：Habitação Social de Fai Chi Kei）是澳門一個由澳門特區政府運輸工務司轄下的澳門房屋局所興建社會房屋項目，由澳門房屋局擁有及負責分配給澳门合資格家團競投租賃，位於澳門半島西北部筷子基，由四座樓宇組成，共提供1621個租住社屋單位（其中快富樓484個長者社屋，快意樓400個及快達樓第1及2座737個），其四座大廈分別命名為快富樓，快意樓及快達樓第1及2座，由2009年至2015年分階段落成入伙。

## 歷史
筷子基平民大廈，佔地約3,700平方米，共有6座，於1979年至1981年分階段興建。樓高6層的建築物有240個社屋單位，1984年初入伙，當時有218個家團，共554人居住；其中約75個家團有65歲或以上的長者。由於整棟社屋大廈逐漸殘舊，設施亦未能符合住戶的期望，如沒有電梯，不便長者出入，因此加快遷移和重建。
2007年4月29日，筷子基平民新邨舉行奠基禮，預計可提供884個社會房屋單位，標誌著政府正有序地落實公共房屋之供應，協助有住屋需求之低收入家庭。該工程由兩座大樓組成，一座由6樓至30樓為社會房屋單位，住房類型包括100個開放式單位、100個1房1廳單位、100個3房1廳單位，合共400個單位。另一座由8樓至29樓亦為長者社會房屋，共有484個單位，包括440個開放式單位，設有平安鐘及煙霧感應器，其中6樓及7樓亦設有長者活動場所。同時設有公眾停車場可提供汽車及電單車位共357個、托兒所、青年綜合中心及庇護工場，此外，亦設有2,100平方米的花園平台。大樓旁邊興建學校，即現時澳門廣大中學校址。
2008年7月31日，筷子基平民新邨正式命名為「筷子基社屋」，平頂工程完成，正進入外牆砌築施工階段，預計將於2009年上半年完成整體工程，落成後將按競投輪候總名單排序安排相關家庭“上樓”。
2009年5月10日，筷子基社屋二期預計在同年9月落成，分社屋大樓、長者大樓兩幢，共提供884個單位。兩棟社屋大樓佔地面積3,174平方米，建築費用約3億5千多萬元。落成後將提供884個單位，還有可提供366個汽車及電單車位的公衆停車場。
2009年11月16日，有30年歷史的筷子基平民大廈將進行重建，作為澳門首個社會房屋重建項目之一，重建後的社屋單位增至約700個。原居住於該大廈的218個家團將獲原區安置，所選地點主要是即將落成的筷子基社屋。澳門房屋局於同年12月諮詢住戶及商戶對調遷安排的意見，2010年起啓動調遷工作。重建後樓高增至75米，將由裙樓及2座塔樓組成。其中4至25樓共22層為社屋單位，合共實用面積約為35,200平方米，可提供約700個2房1廳的社屋單位；同時包括建造2層地庫的公共停車場，提供約200個輕型車輛泊位及200個電單車泊位；地面層作商業用途，約有1,850平方米實用面積的商舖；裙樓1至2樓為社會設施用途，合共實用面積約為5,550平方米；3樓為架空的綠化休憩平台。安置方面，將安排安置至綠楊休憩區附近的筷子基社屋二期及青洲社屋。
2009年12月15日，房屋局與筷子基坊會合辦「筷子基平民大廈調遷安排說明會」，介紹筷子基平民大廈調遷安排。
2010年2月16日，筷子基平民大廈的調遷工作正有序展開，房屋局已完成收回及檢測租戶遞交文件的工作，並將於2月23日在房屋局進行公開抽籤，以制定揀樓排序名單。3月起按序約見租戶揀選單位，計劃於上半年完成整個調遷工作。
2010年3月，房屋局關注筷子基平民大廈租戶的調遷安排，組織人員協助搬遷 考慮到部份租戶在搬遷上的困難，房屋局將派出人員及車輛，並與坊會協調組織義工予以協助；倘為老弱無依者及有特別困難的租戶，可向房屋局提出，一般租戶則自行搬遷。為維護調遷的公平性，與其他社屋租戶一樣，當租戶家團人口出現變動時亦會獲安排遷往適合其家團人口結構居住之單位，不會因調遷而獲發放搬遷費用。 對於有租戶關注筷子基社屋的鐵閘安裝、大廈管理等問題，房屋局在收集了租戶及各界意見後，決定統一安裝鐵閘，現正進行相關行政程序。
2010年3月20日，政府跨部門舉行聯合記者會，公佈筷子基平民大廈的重建設計，作為“萬九公屋”項目之一。佔地約3,700平方米，現時樓高20.5米，重建後樓高約80米，約25至30層高，將由裙樓及3座塔樓組成，提供約700個社屋單位，對比現時大大增加近2倍，其中一房一廳（T1）單位約佔70%、兩房一廳（T2）單位約佔25%、三房一廳（T3）單位約佔5%。
2010年10月20日，筷子基平民大廈拆卸工程展開，工程包括拆卸筷子基平民大廈6幢社會房屋，中央廣場及球場地台結構，修復行人路及馬路，建造雨水及污水下水道系統等，工期預計90天。佔地面積約6000平方米，除了A、B、C、E、F、G共6幢大廈外，拆卸範圍還包括中央廣場及球場地台結構，修復行人路及馬路，建造雨水及污水下水道系統等。
2010年12月23日至2011年2月10日，政府對筷子基公共房屋原址重建項目即快達樓興建進行公開招標，將提供700個單位、綠化設施、社會設施及公共停車場。上述兩個項目均不設底價。
2011年2月18日，原筷子基平民大廈地段重建工程開標，工程不設底價，共有18間公司遞交標書文件。經開標程序後， 18公司的標書全獲接納，工程造價由澳門幣472,738,632.00至555,000,000.00，工期由655天至690天。 筷子基公共房屋佔地約3,700平方米。重建後樓高29層，可提供737個社屋單位，其中一房一廳（T1）單位558個、兩房一廳（T2）單位129個、三房一廳（T3）單位50個。項目由兩座住房塔樓組成，同時規劃出一個群樓頂層來建造平台花園，並配置社會設施以完善社區環境。 筷子基公共房屋項目還包括建造3層地庫的公共停車場，提供約200個私家車泊位及約200個電單車泊位。

## 樓宇分佈

### 現存樓宇

#### 快富樓及快意樓
快富樓及快意樓兩幢樓宇位於同一個基座之上，2009年落成啟用，佔地3174平方米，快意樓高30層，其中6至29樓為社屋單位，共有400個單位，（T0）開放式、（T1）一房廳、（T2）兩房廳及（T3）三房廳各佔100個單位；而快富樓則是樓高29層的長者大樓，共有484個長者單位，其中（T0）開放式單位佔440個及（T1）一房廳單位佔40個。基座地下至4樓為社會設施及366個車位的停車場，5樓為平台花園，快富樓6及7樓為長者日間中心和殘疾人士院舍，8至28樓為長者社屋單位，單位內設無障礙設施，於2009年12月14日舉行落成典禮；2010年3月21日啟用，按序要求社屋輪候家團更新資料，首批合資格輪候家團將於短期內簽署租賃合同及領取鎖匙；筷子基平民大廈的租戶調遷亦於同期上樓。

#### 快達樓
快達樓為兩幢29層高社會房屋大廈，位於筷子基平民大廈舊址，重建後的大廈將於2015年落成啟用，佔地3700平方米，可提供737個社屋單位，由Leão Atelier de Arquitectura 及博匯建築工程顧問有限公司聯手設計，由新建設顧問有限公司承攬興建、坤鴻物業管理公司負責物業管理。其中一房廳（T1）佔558個；兩房廳（T2）佔129個及三房廳（T3）佔50個單位。4至28樓為住宅單位，基座地下至二樓為社會福利設施，基座頂層即3樓為住客專用平臺花園、兒童遊樂場及洗手間，3層地庫共提供了400個車位的停車場。快達樓採用自然通風及自然採光設計，樓上社屋走廊以通花磚及窗格作半開放式設計，增加自然通風；其中部份樓層更與另一座以小平台相連，以及每兩層有一個兩層高的中庭設計，有利通風採光，更能促進鄰里關係。

### 過去樓宇
| 重建前的筷子基社屋 | 重建前的筷子基社屋 | 重建前的筷子基社屋 | 重建前的筷子基社屋 | 重建前的筷子基社屋 | 重建前的筷子基社屋 | 重建前的筷子基社屋   | 重建前的筷子基社屋 | 重建前的筷子基社屋                                          | 重建前的筷子基社屋 |
| 樓宇名稱（座號）   | 樓宇類型           | 單位數目           | 落成年份           | 拆卸日期           | 承建商             | 重建後原地所屬的樓宇 | 備註               | 安置社屋                                                    |                    |
| ------------------ | ------------------ | ------------------ | ------------------ | ------------------ | ------------------ | -------------------- | ------------------ | ----------------------------------------------------------- | ------------------ |
| 筷子基平民大廈     | 社會房屋           | 240個              | 1980年代           | 2010年10月20日     | 不詳               | 筷子基社屋─快達樓    |                    | 筷子基社屋快意樓、長者社屋-筷子基社屋快富樓及青洲社屋青松樓 |                    |

## 配套設施
按2008年的規劃，筷子基社屋二期方面：群樓部份，3樓為托兒所和青少年及家庭綜合服務中心、4樓是殘疾人士展能及職訓復康中心、5樓是面積約2,100平方米的花園平台。長者大樓6樓是智障人士/精神病康復者輔助宿舍、7樓是長者日間中心。
快達樓方面，基座地下至二樓為社會福利設施，基座頂層即3樓為住客專用平臺花園、兒童遊樂場及洗手間，3層地庫共提供了400個車位的停車場。

### 政府設施
- 市政署筷子基活動中心 （页面存档备份，存于）
- 郵電局筷子基郵政分局：位於沙梨頭南街快達樓地下A舖，建築面達120平方米，於2018年8月2日啟用[16]。
- 市政署北區市民服務中心- 筷子基分站：沙梨頭新街快達樓第2座地下G舖及H舖
- 社會工作局─社會重返廳：位於快達樓第二座1樓D座[17]
- 教育及青年發展局─筷子基自修室[18]
- 政府24小時自助服務中心：快達樓第二座地下G鋪及H鋪

### 教育及托兒機構
- 澳門廣大中學：位於快富樓旁邊，筷子基街
- 永援聖母傳教修女會筷子基托兒所 （页面存档备份，存于）：位於快意樓3樓A
- 澳門婦女聯合總會小蜜蜂托兒所 （页面存档备份，存于）：位於快達樓第二座2樓A2

## 快達樓外部相片

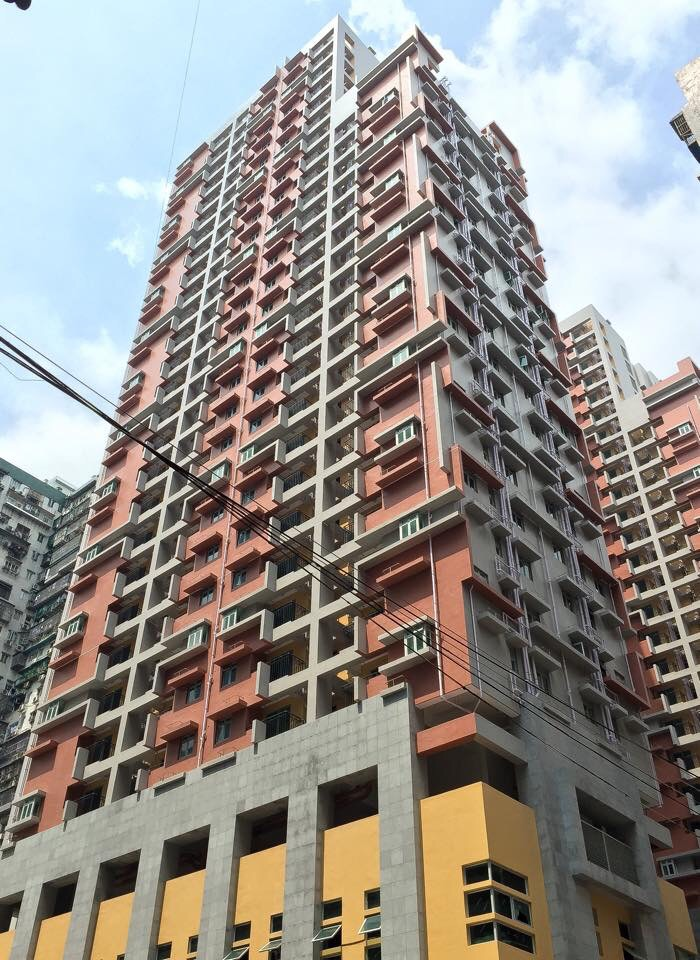
快達樓外部1
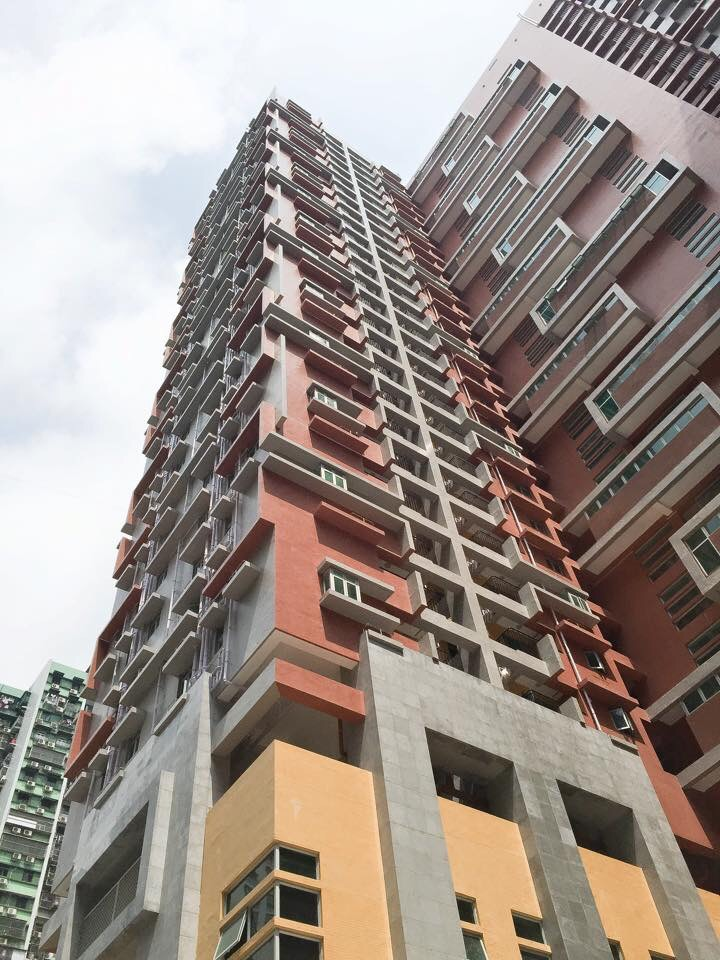
快達樓外部2
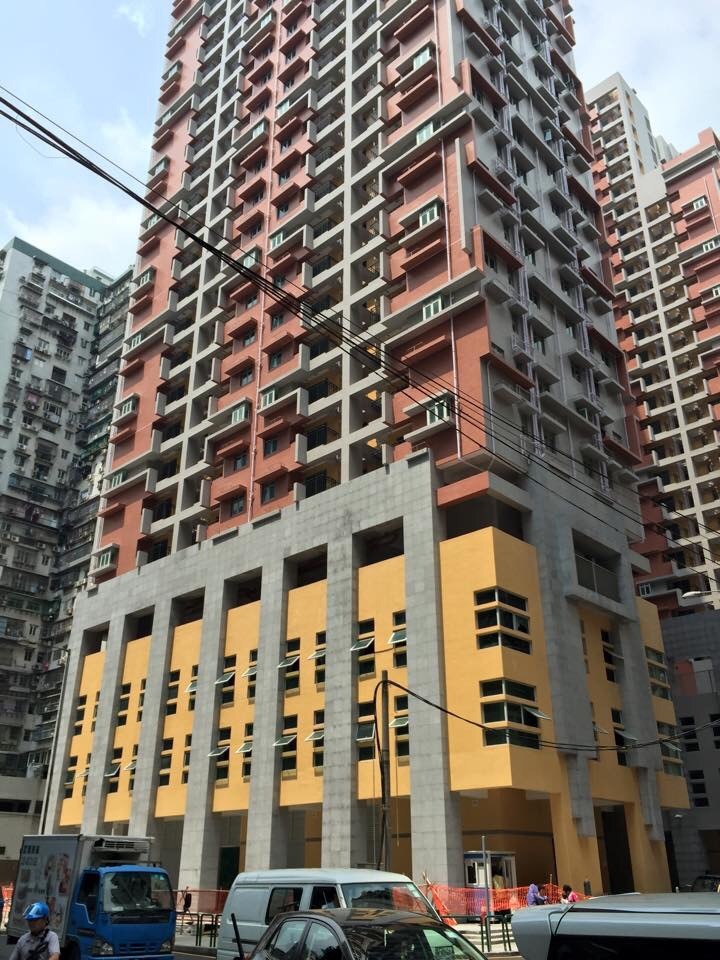
快達樓外部3
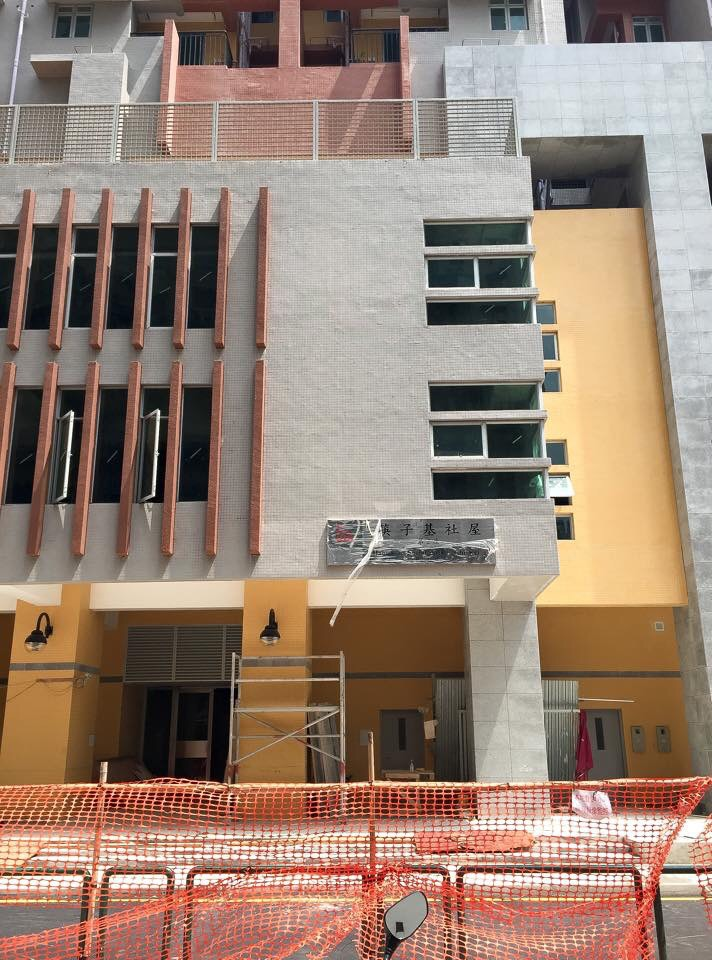
快達樓外部4

## 快達樓室內相片

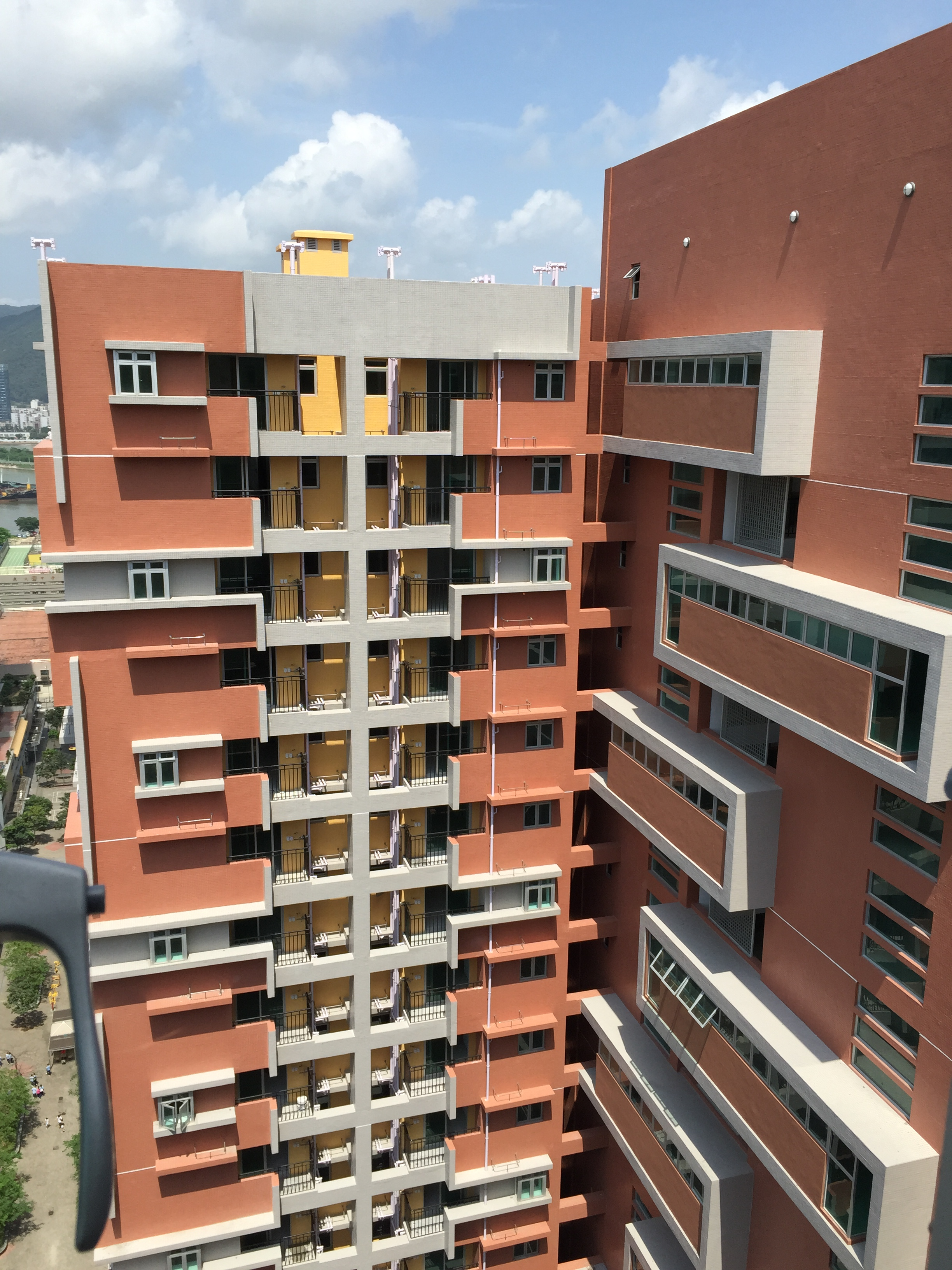
快達樓外牆設計
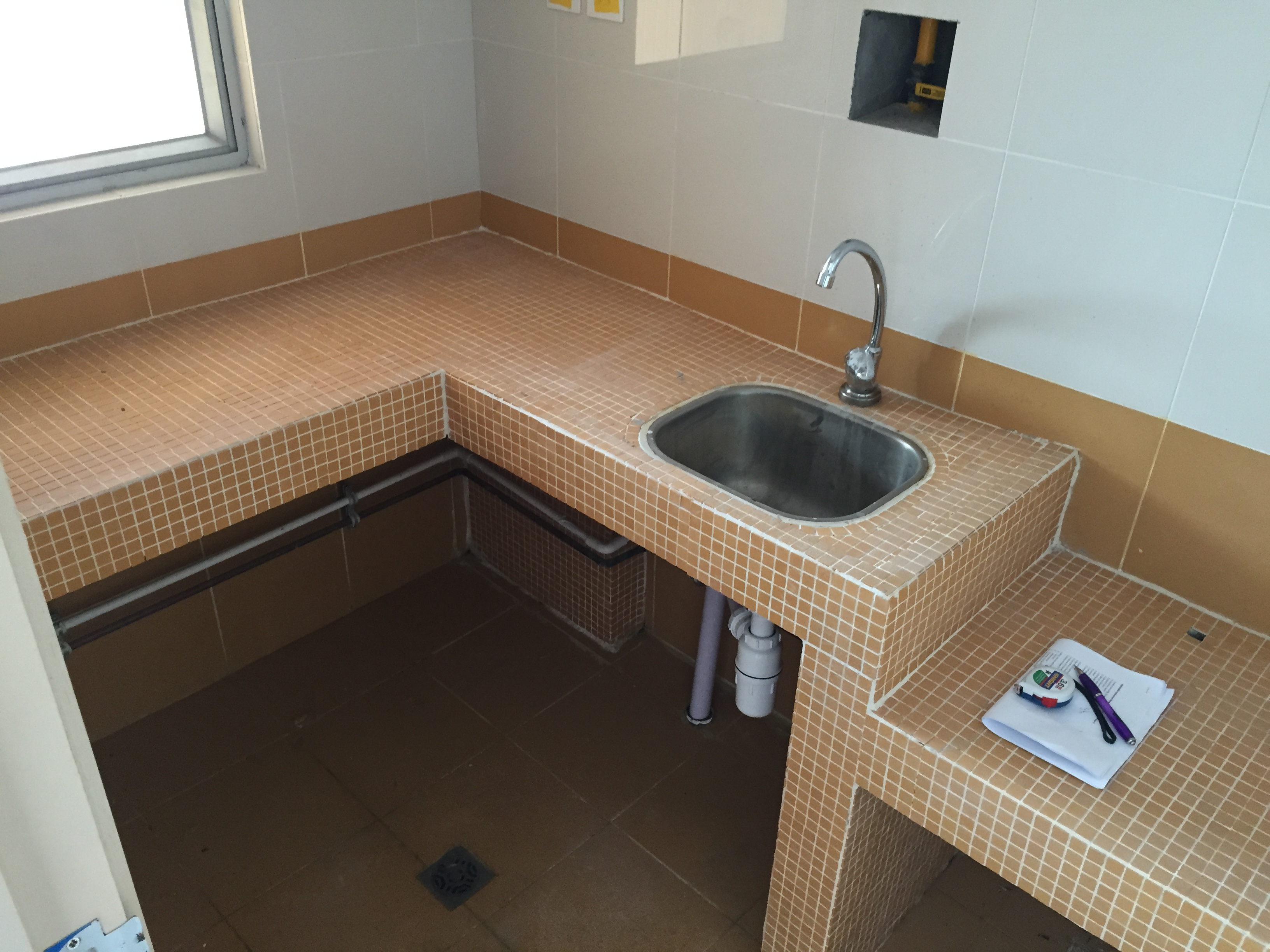
快達樓標準單位廚房
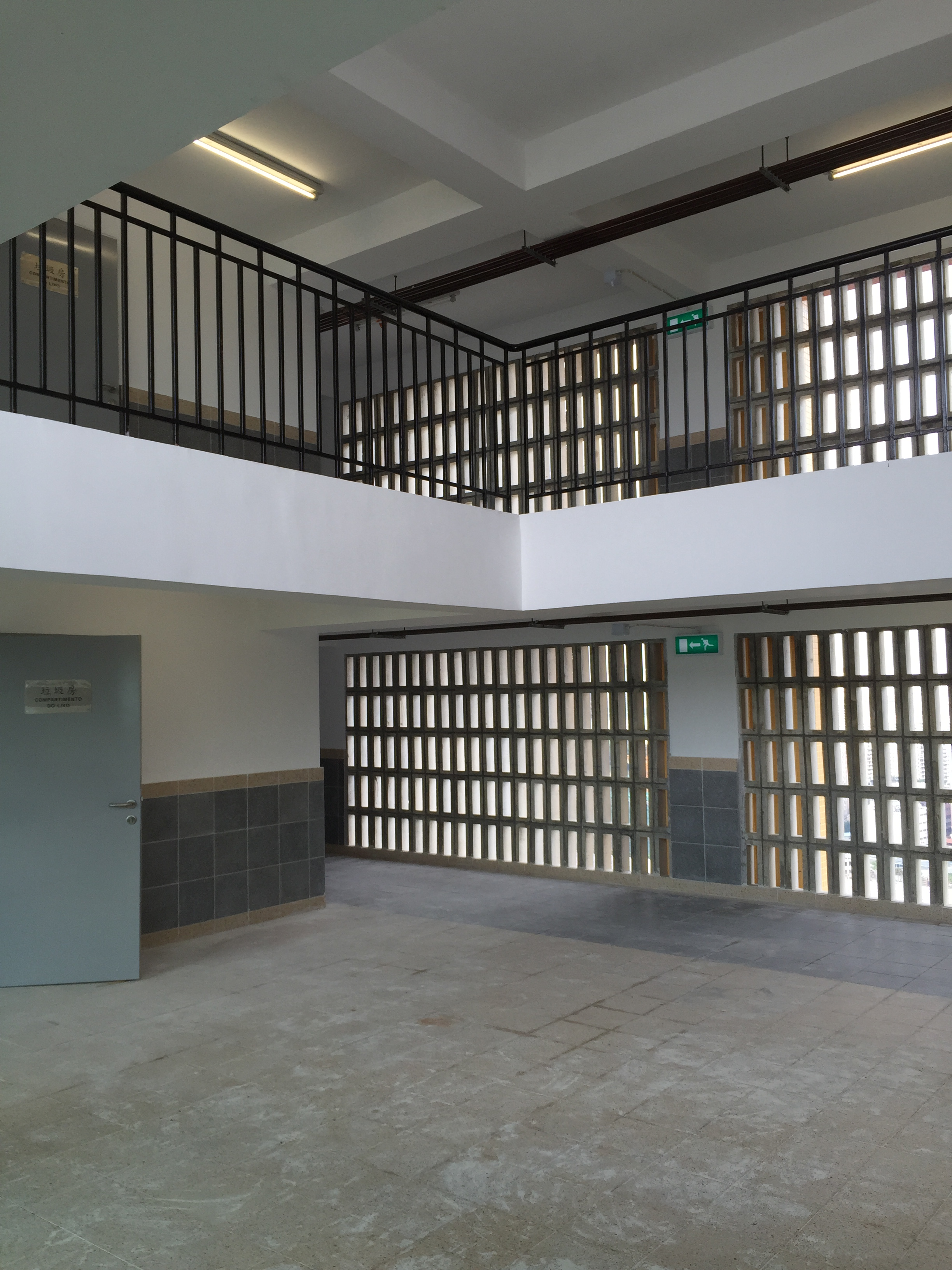
快達樓內部兩層高空廊
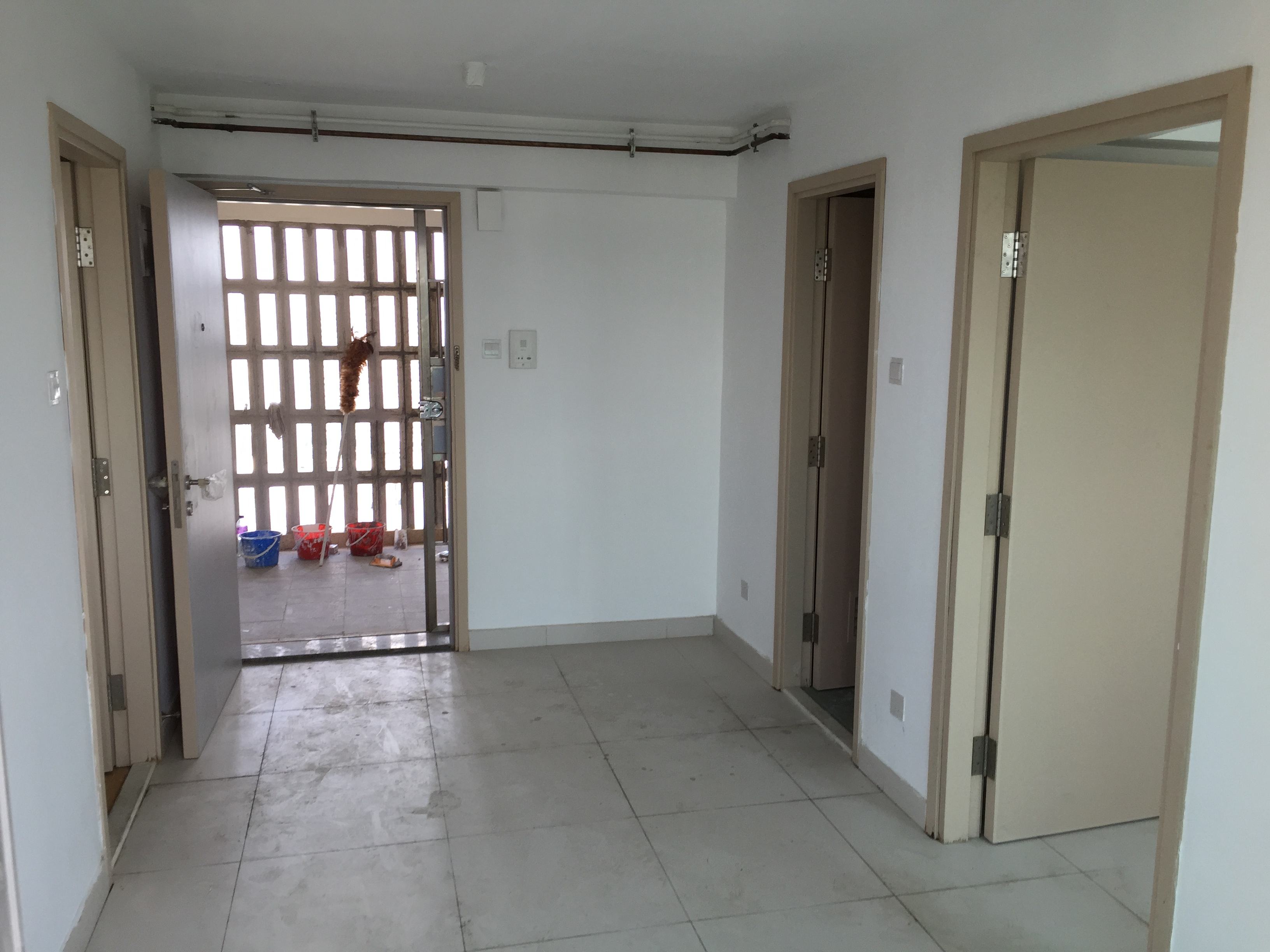
快達樓一房廳設計單位客廳
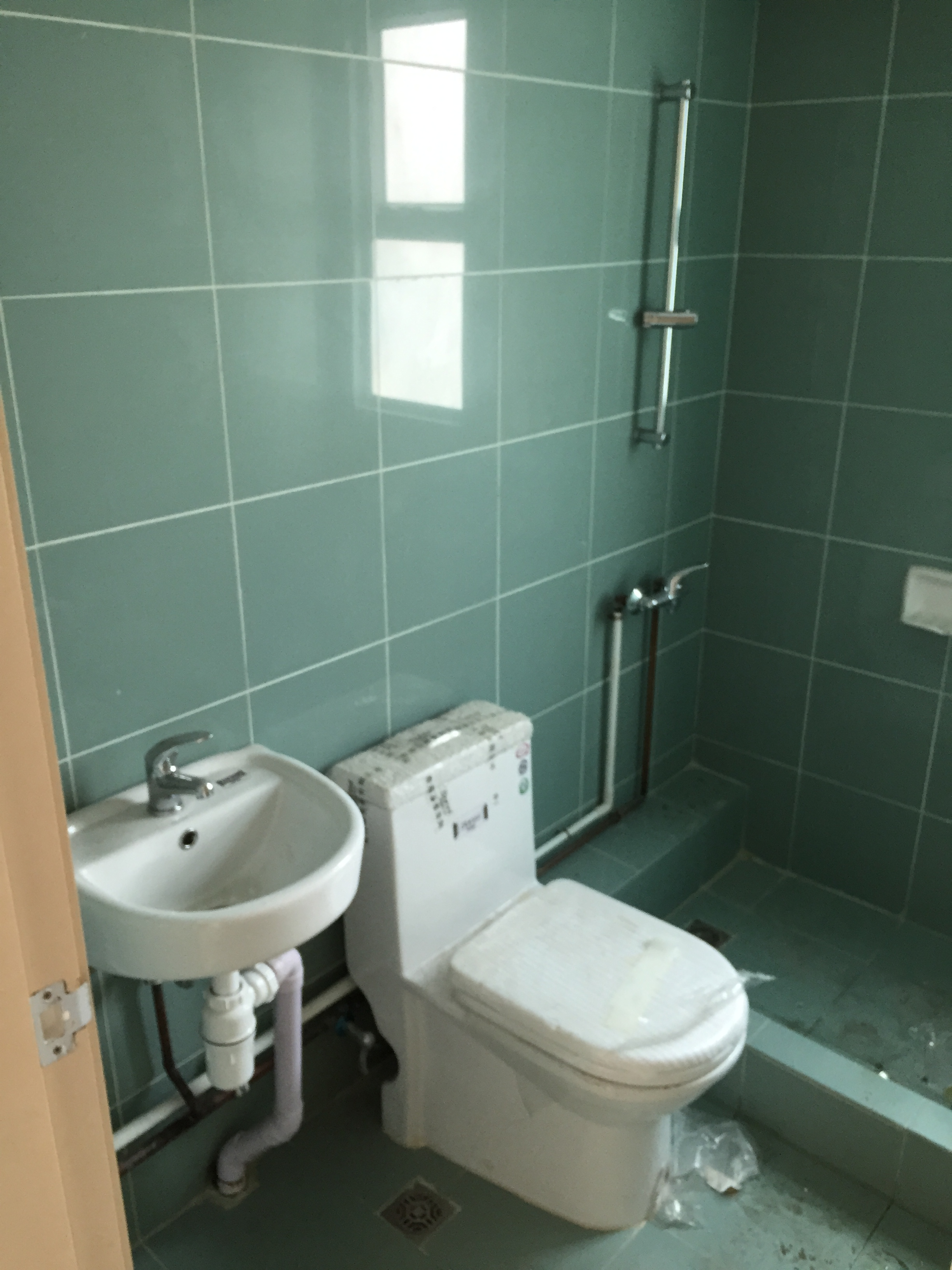
快達樓標準單位浴室
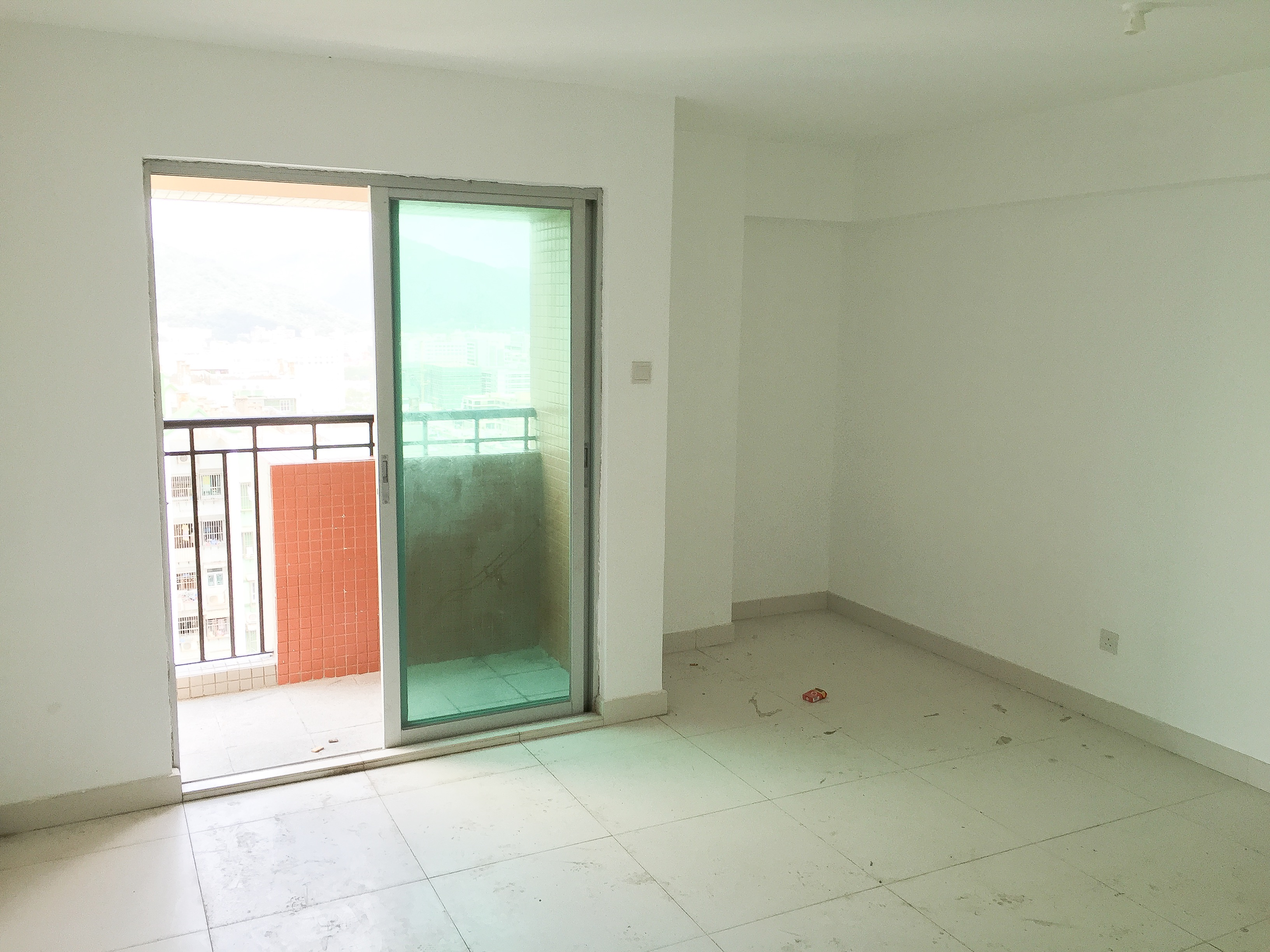
快達樓三房廳單位客廳
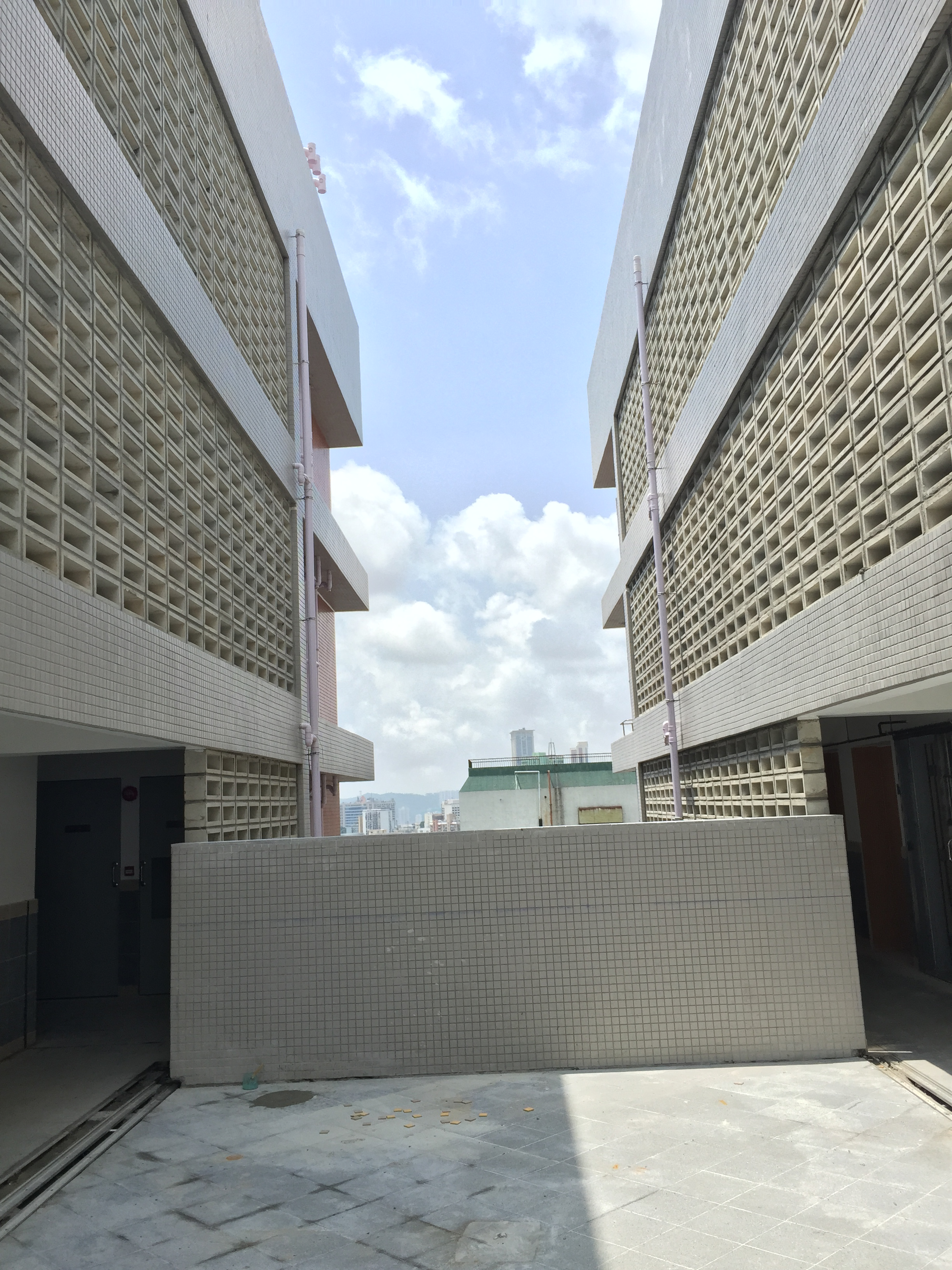
快達樓1及2座26樓連貫天橋
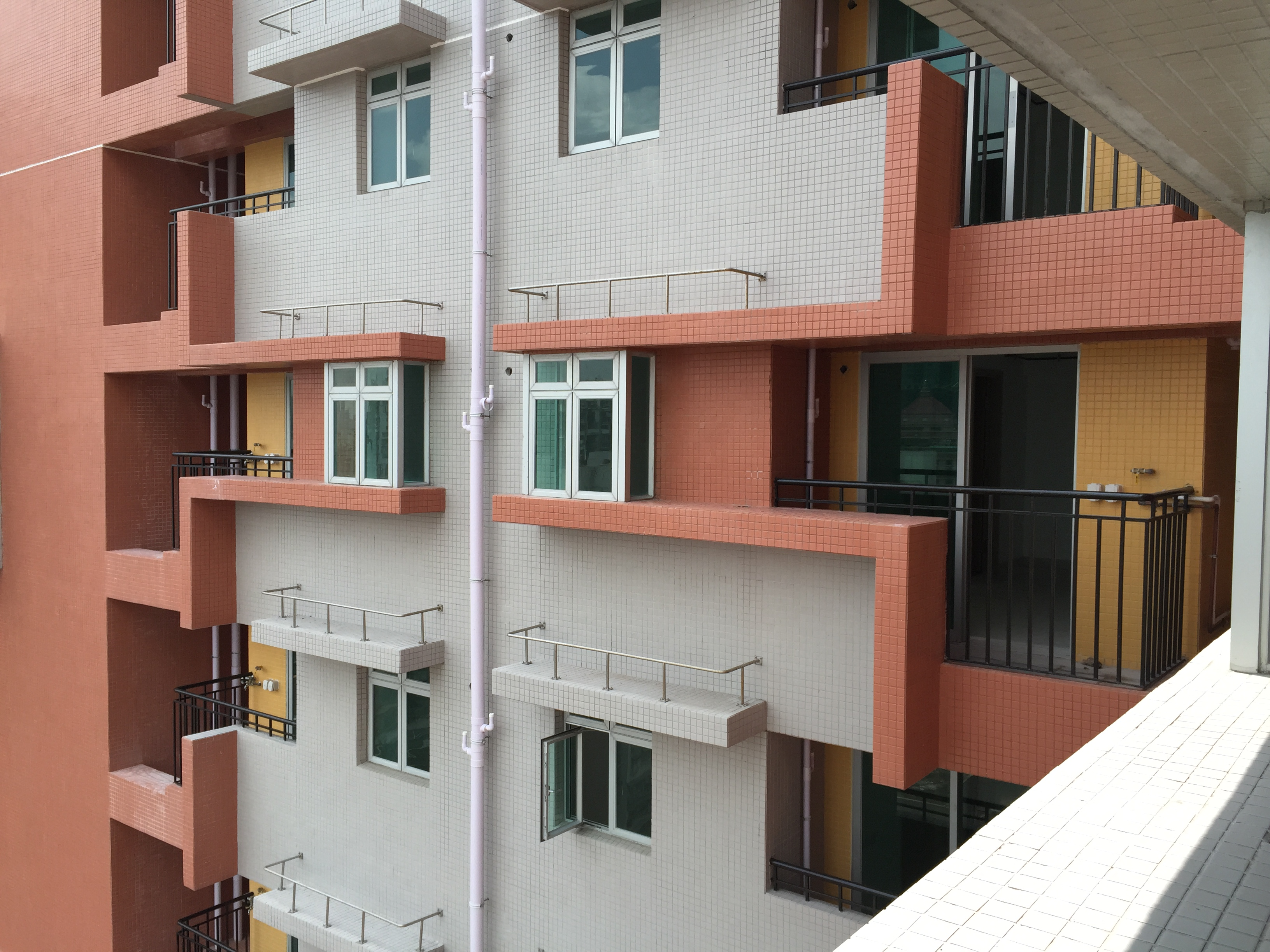
快達樓標準單位外牆設計

## 交通資訊

### 公共巴士

#### 快達樓（Edifício Fai Tat）
M26 筷子基總站（Fai Chi Kei / Terminal）
路線：1A、4、32、33
M95 沙梨頭北街／筷子基北灣（Rua Norte do Patane / Bacia Norte do Patane）
路線：5X、8A、26、26A、N1A、N1B、N2

#### 快富樓（Edifício Fai Fu）、快意樓（Edifício Fai I）、快盈大廈（Edifício Fai Ieng）
M102 船澳街（Rua da Doca Seca）
路線：71S、101X、MT4
M108 俾若翰街／綠楊花園（R. do Comandante João Belo／Edf. Lok Yeung Fa Yuen）
路線：1A、3X、5X、32、51A、101X、H2、MT4、N2
M120 筷子基街／廣大中學（Rua de Fái Chi Kei／Escola Kwong Tai）
路線：1A
M213 俾若翰街／快富樓（R. do Comandante João Belo／Edf. Fai Fu）
路線：71S、H2

## 事故
2017年8月23日，超強颱風天鴿襲澳帶來嚴重風暴潮使更多處於低窪地區的地庫停車場被淹沒。其中在快達樓地庫公共停車場亦不例外，於8月25日早上6時24分，民防行動中心接獲消防局通知，海關潛水員在筷子基快達樓負一至負二層停車場之間發現一名男性遇難者的屍體。事後，快達樓地下停車場要進行維修，直至2018年8月26日重開。

## 外部連結
公共建設局-筷子基公共房屋 （页面存档备份，存于）